# Перегруппировка Небера
Перегруппировка Небера — перегруппировка O-сульфонатов кетоксимов под действием сильных оснований в азирины и далее в α-аминокетоны.
Перегруппировка была открыта в 1925 году при исследовании свойств O-сульфонил- и O-ацилкетоксимов, применяется как метод синтеза α-аминокетонов.
В дальнейшем было показано, что перегруппировку в азирины претерпевают изоэлектронные по отношению к O-сульфонилкетоксимам соединения общей формулы RR1CH(C=NX)R2, где X — хорошая уходящая группа.

## Механизм реакции
В классическом варианте, описанном Небером, оксим, полученный взаимодействием гидроксиламина с кетоном, ацилируют арилсульфонилхлоридом. Образовавшийся O-сульфонат кетоксима подвергают действию этилата натрия в растворе этанола, последующий кислотный гидролиз ведет к образованию α-аминокетона.
Небер предположил, что под действием алкоголята происходит депротонирование O-сульфоната кетоксима, после чего происходит замыкание 2H-азиринового цикла с отщеплением аниона арилсульфоната. При последующей обработке реакционной смеси водной кислотой 2H-азирин гидролизуется с образованием α-аминокетона:
Промежуточное образование 2H-азирина подтверждается образованием диалкилацеталя α-аминокетона при обработке реакционной смеси безводным хлористым водородом — в этом случае азириновый цикл раскрывается при присоединении спирта к N-протонированному азирину.

## Применимость и модификации
Перегруппировка Небера благодаря доступности исходных веществ и простоте проведения, используется в качестве синтетического метода α-аминирования кетонов, содержащих атомы водорода в α-положении к карбонильной группе, позволяя в итоге заменить атом α-водорода на аминогруппу:
Последовательное повторение реакции приводит к 1,3-диаминокетонам.
В классическом варианте, описанном Небером, к раствор O-сульфоната кетоксима (обычно тозилата или мезилата) в этаноле или метаноле добавляется раствор соответствующего алкоголята натрия. В случае устойчивых к восстановлению кетоксимов алкоголят может генерироваться in situ добавлением к реакционной смеси металлического натрия или калия. Реакция идет на холоду, для получения α-аминокетонов образующийся азирин не выделяют, а обрабатывают реакционную смесь водным раствором кислоты, гидролизующим азирин до аминокетона.
В случае наличия сильных электронакцепторных заместителей в исходном кетоне, стабилизирующих промежуточно образующийся карбанион, перегруппировка O-сульфоната кетоксима может происходить и под действием слабых оснований; так, например, в случае 2,4-динитрофенилацетона перегруппировка сульфоната кетоксима происходит уже под действием пиридина, при наличии двух стабилизирующих групп перегруппировка Небера может происходить и в практически нейтральных условиях.
Модификацией метода, позволяющей синтезировать не сами аминокетоны, а их ацетали, является обработка реакционной смеси — спиртового раствора азирина безводным хлороводородом. В этом случае вместо гидролиза происходит присоединение спирта к азирину, ведущее к раскрытию цикла с образованием соответствующего ацеталя.
Основной побочной реакцией при синтезе аминокетонов является их самоконденсация с образованием дигидропиразинов и их продуктов окисления кислородом воздуха — пиразинов:
Другим типом побочных реакций при проведении перегруппировки при повышенных температурах является образование высокореакционноспособных нитренов при термическом раскрытии азиринового цикла.
В некоторых случаях внутримолекулярное внедрение нитрена, образующегося при термолизе азирина, образующегося в перегруппировке Небера, используется в синтезе гетероциклических соединений, как, например, внедрение по C-H связи фенильного ядра в синтезе индолов из оксимов фенилацетонов или присоединение нитрена к пиридиновому азоту с образованием пиразоло[1,5-a]пиридинов.
Перегруппировку неберовского типа претерпевают и изоэлектронные по отношению к O-сульфонилкетоксимам соединения общей формулы RR1CH(C=NX)R2, где X — хорошая уходящая группа.
Так, например, алифатические N-хлоримины RR1CH(C=NCl)R2 и их предшественники — N,N-дихлорамины под действием оснований перегруппировываются в азирины, гидролизующиеся до аминокетонов, этот метод дает возможность синтезировать α-аминокетоны из алифатических аминов.
Другим примеров перегруппировки неберовского типа, позволяющее вводить аминогруппу по положению, не несущему стабилизирующих карбанион групп, является использование N,N,N-триметилгидразониевых солей RR1CH(C=N-N+(CH3)3)R2. В этой модификации обработкой кетонов 1,1-диметилгидразином получают соответствующие гидразоны, которые затем кватернизуют метилйодидом. Полученные таким образом N,N,N-триметилгидразониевые соли под действием алкоголятов перегруппировываются в азирины, отщепляя триметиламин.
В случае хорошо уходящих групп возможно одностадийное проведение перегруппировки Небера, в этом случае O-замещенные кетоксимы RR1CH(C=NX)R2, образующиеся из оксима in situ, в мягких условиях перегруппировываются в азирины. Такие одностадийные синтезы идут в условиях реакции Мицунобу и при обработке оксимов трифторуксусным ангидридом.